# Lucrezia Scarfaglia
Lucrezia Scarfaglia foi uma pintora bolonhesa do século XVII. Quase nada se sabe sobre sua vida e carreira, exceto que ela foi aluna de Elisabetta Sirani, após cuja morte ela teve aulas com Domenico Maria Canuti. Ela foi descrita por Carlo Cesare Malvasia como "não uma pintora medíocre". Em sua Felsina pittrice, Malvasia lista uma série de obras da mão de Scarfaglia, incluindo um punhado de obras religiosas e um retrato de Eleanora Gonzaga. Sua única obra sobrevivente conhecida é um autorretrato, assinado e datado de 1678, no qual ela se retrata pintando a Madona de São Lucas. Esta peça é em um estilo arcaico que lembra pinturas do século XVI; atualmente é mantida pela Galleria Pallavicini em Roma.